# Smyer (Texas)
Smyer es un pueblo ubicado en el condado de Hockley en el estado estadounidense de Texas. En el Censo de 2010 tenía una población de 474 habitantes y una densidad poblacional de 229,63 personas por km².

## Geografía
Smyer se encuentra ubicado en las coordenadas 33°35′15″N 102°9′49″O / 33.58750, -102.16361. Según la Oficina del Censo de los Estados Unidos, Smyer tiene una superficie total de 2.06 km², de la cual 2.06 km² corresponden a tierra firme y (0%) 0 km² es agua.

## Demografía
Según el censo de 2010, había 474 personas residiendo en Smyer. La densidad de población era de 229,63 hab./km². De los 474 habitantes, Smyer estaba compuesto por el 79.96% blancos, el 2.53% eran afroamericanos, el 0.21% eran amerindios, el 0% eran asiáticos, el 0% eran isleños del Pacífico, el 13.08% eran de otras razas y el 4.22% pertenecían a dos o más razas. Del total de la población el 37.97% eran hispanos o latinos de cualquier raza.